# إيغور غوربونوف
إيغور غوربونوف (الروسية: Игорь Владимирович Горбунов) هو لاعب كرة قدم روسي في مركز الوسط، ولد في 20 سبتمبر 1994 في Nikitino ‏ في روسيا. لعب مع دينامو موسكو وروبين قازان.

## وصلات خارجية
- إيغور غوربونوف على موقع قاعدة بيانات كرة القدم.إي يو (الإنجليزية)
- إيغور غوربونوف على موقع Soccerway.com (الإنجليزية)
- إيغور غوربونوف على موقع عالم كرة القدم.نت (الإنجليزية)